# Dicliptera peruviana
Dicliptera peruviana es una especie de planta floral del género Dicliptera, familia Acanthaceae.
Es nativa de Ecuador (Galápagos) y Perú.